# Wanze
Wanze (valonă Wônse) este o comună francofonă din regiunea Valonia din Belgia. Comuna este formată din localitățile Wanze, Antheit, Bas-Oha, Huccorgne, Longpré, Moha și Vinalmont. Suprafața totală a comunei este de 43,95 km². La 1 ianuarie 2008 comuna avea o populație totală de 12.938 locuitori. 